# Willy Lehmann
Willy Lehmann (* 30. Mai 1884 in Mehderitzsch bei Leipzig; † 13. Dezember 1942 in Berlin) war ein deutscher Beamter der Politischen Polizei, später der Gestapo und sowjetischer Agent im Deutschen Reich. Der Kriminalinspektor und SS-Hauptsturmführer alias Agent A-201/Breitenbach war vor und während des Zweiten Weltkrieges eine der wertvollsten Quellen des sowjetischen Geheimdienstes NKWD in Deutschland.

## Leben
Willy Lehmann wurde als Sohn eines Volksschullehrers geboren und erlernte nach dem Schulbesuch den Beruf eines Tischlers. Von 1901 bis 1911 diente er in der Kaiserlichen Marine, zuletzt als Oberstückmeister.
1911 begann Willy Lehmann seinen Dienst im Königlichen Polizeipräsidium in Berlin, zuerst in der Abteilung IV (Kriminalpolizei), dann in der Abteilung VII (Politische Polizei). Seit 1913 diente er, anfangs als Hilfskommissar, danach als Kriminalkommissar in der für Spionageabwehr zuständigen „C.St“. unter Polizeirat Richard Koch. Ab 1920 war er dort Referatsleiter bei der Spionageabwehr und wurde 1929 unter Mitwirkung seines ehemaligen Spionageabwehrkollegen Ernst Kuhr von der Auslandsaufklärung des NKWD angeworben. Obwohl Lehmann seit dem Russisch-Japanischen Krieg 1904/1905 großes Interesse und eine gewisse Zuneigung für Russland entwickelte, wurde er nicht auf ideologischer, sondern auf rein materieller Basis angeworben. Der zuckerkranke Polizeibeamte träumte nämlich davon, nach seiner Pensionierung ein kleines Hotel im Riesengebirge zu kaufen und zu bewirtschaften.
Sowohl in der Weimarer Republik wie zur Zeit des Nationalsozialismus war Lehmann bei der Abwehr „kommunistischer Spionage“ tätig. Nach 1933 ließ er deshalb der Sowjetunion neben wertvollen Informationen über den inhaftierten KPD-Führer Ernst Thälmann und über die deutsche Rüstungsindustrie (insbesondere über die Raketenforschung und -produktion) zum Beispiel 1935 die Warnung zugehen, dass der sowjetische Agent Stefan Lang alias Arnold Deutsch unmittelbar vor seiner Verhaftung stehe. Dem Agenten gelang daraufhin die Flucht nach England, wo er seine Spionagetätigkeit erfolgreich fortsetzte. Auch im Spionagefall des bekannten polnischen Spions Georg von Sosnowski, ließ Lehmann, der den Fall seitens der Gestapo 1934/1935 parallel zur Abwehr bearbeitete, alle einschlägigen Informationen seinen sowjetischen Auftraggebern zugehen.
Lehmann trat 1934 auf Betreiben der Sowjets in die SS (SS) und zum 1. Mai 1937 in die NSDAP ein (Mitgliedsnummer 5.920.162). 1939 wechselte er zum Amt IV des RSHA. Dort war er für Spionageabwehr innerhalb der deutschen Rüstungsindustrie zuständig. Diese Tätigkeit ermöglichte es Agent Breitenbach, den sowjetischen Geheimdienst mit zahlreichen Informationen über deutsche Rüstungsvorhaben zu versorgen. Lehmann meldete dem NKWD das genaue Datum und die Uhrzeit, zu der die Deutschen den Einmarsch in die Sowjetunion planten. Seine Nachricht wurde an Beria und Stalin telegrafiert, der sie jedoch wie andere derartige Meldungen abtat. Nach dem Start des Unternehmens Barbarossa am 22. Juni 1941 riss die Verbindung zum sowjetischen Geheimdienst, die bislang über als Mitarbeiter der sowjetischen Botschaft getarnte Nachrichtendienstler lief, jäh ab.
Im Dezember 1942 wurde Willy Lehmann im Zusammenhang mit der Aufdeckung der Roten Kapelle nach einem groben Führungsfehler des sowjetischen Geheimdienstes enttarnt und verhaftet. Er wurde wenig später ohne ein Gerichtsverfahren auf Befehl von Reichsführer SS Heinrich Himmler erschossen, der gleichzeitig anordnete, den Fall zu vertuschen. Von der Sowjetunion aus waren nämlich 1942 Fallschirmspringer (deutsche Antifaschisten) über Ostpreußen abgesetzt worden, welche sich nach Berlin durchschlagen und dort die Verbindung zu wichtigen Vorkriegsagenten wiederherstellen sollten. Da damit zu rechnen war, der eine oder andere Agent könne sich jetzt weigern, seine Spionageaktivitäten fortzusetzen, führten diese als Druckmittel Kopien von alten handschriftlichen Zahlungsquittungen jener Spione mit sich. Diese Zahlungsquittungen fielen bei der Verhaftung der Fallschirmspringer in die Hände der Gestapo und verrieten auch Willy Lehmann.
In Russland wurde erst ab circa 1990 öffentlich gemacht, dass man über „einen Mann in der Gestapo“ verfügte. Jedoch hatten bereits nach 1945 sowjetische Geheimdienstmitarbeiter die immer noch in Berlin lebende Witwe von Lehmann aufgesucht und ihr postum zwar keinen sowjetischen Orden für ihren Mann, aber immerhin eine goldene Uhr überreicht. In führenden SED-Kreisen in der DDR war gleichfalls bekannt, dass der Gestapobeamte Willy Lehmann als Spion für die Sowjetunion tätig gewesen war. Doch aufgrund seines anrüchigen Berufes schwieg man bis zuletzt über ihn, zeichnete ihn nicht postum mit einem Orden aus, benannte auch keine Straßen oder NVA-Truppenteile nach ihm, wie im Falle anderer Widerstandskämpfer.